# Az-Zintan
Az-Zintan (arabisch الزنتان, DMG az-Zintān; auf dt. auch Sintan) ist eine Stadt im Westen Libyens und war bis zu dem Beginn des Bürgerkriegs 2011 mit rund 40.000 Einwohnern die größte Stadt im Dschabal Nafusa. Sie liegt im Nordwesten des Landes circa 160 Kilometer südwestlich von Tripolis im Munizip al-Dschabal al-Gharbi.

## Geschichte
Im Zuge des Bürgerkriegs in Libyen 2011 kam es im März 2011 im Zusammenhang einer Offensive Gaddafi-treuer Kräfte in az-Zintan zu schweren Kämpfen. Die Stadt wurde seitdem von den Aufständischen gehalten. Im Mai 2011 fanden mehrere Angriffe der Gaddafi-Truppen mit Mehrfachraketenwerfern vom Typ „Grad“ statt, die zu einer Flucht des Großteils der zivilen Bevölkerung führten. Nach Angaben von Human Rights Watch hatten seit Beginn der Kampfhandlungen mehr als 30.000 Einwohner die Stadt in Richtung Tunesien verlassen. Ein Ärzteteam der Organisation Ärzte ohne Grenzen, das seit März in der Stadt arbeitete, wurde Ende Mai aufgrund des anhaltenden Beschusses evakuiert.
Seit seiner Festnahme am 20. Oktober 2011 befand sich Gaddafis Sohn Saif al-Islam in der Gewalt der dortigen Revolutionsbrigade. Im Frühjahr 2013 begann ebenfalls in Zintan sein Prozess.

## Partnerstädte
Az-Zintan unterhält eine Partnerschaft mit Verona, Italien.

## Söhne und Töchter der Stadt
- Usama al-Dschuwaili (* 1961), libyscher Politiker, 2011/2012 Verteidigungsminister[7]
- Abdullah Naker, Vorsitzender des Revolutionsrates von Tripoli[8]